# Merriman (Nebraska)
Merriman è un comune degli Stati Uniti d'America, situato nello Stato del Nebraska, nella Contea di Cherry.